# Беловка (Челябинская область)
Беловка — посёлок в Чесменском районе Челябинской области России. Входит в состав Калиновского сельского поселения.

## География
Посёлок находится на юго-востоке области, в лесостепной зоне, на расстоянии 7 километров по прямой к юго-западу от села Чесма, административного центра района. Абсолютная высота 347 метров над уровнем моря.

## История
Посёлок основан в 1915 г. казаками поселка Беловского Уйской станицы как выселок Преображенский. В период коллективизации посёлок Преображенский был переименован и получил современное название. В 1929 г. создан колхоз «Красная Нива»; в 1953 г. он был переименован в колхоз имени Хрущева, а в 1957 г. — в колхоз «40 лет Октября».

## Население
| 2002 | 2010 |
| ---- | ---- |
| 690  | ↘596 |

Гендерный состав
По данным Всероссийской переписи населения 2010 года в гендерной структуре населения мужчины составляли 48,8 %, женщины — 51,2 %.
Национальный состав
Согласно результатам переписи 2002 года, в национальной структуре населения русские составляли 66 %.

## Улицы
Уличная сеть посёлка состоит из десяти улиц, из них большой плотности застройки 2 (Центральная, Колхозная).